# Domenico Calabrone
Domenico Calabrone (Aieta, 7 de março de 1928 - São Paulo, 5 de abril de 2000) foi um escultor, pintor, gravador, cenógrafo e designer ítalo-brasileiro.

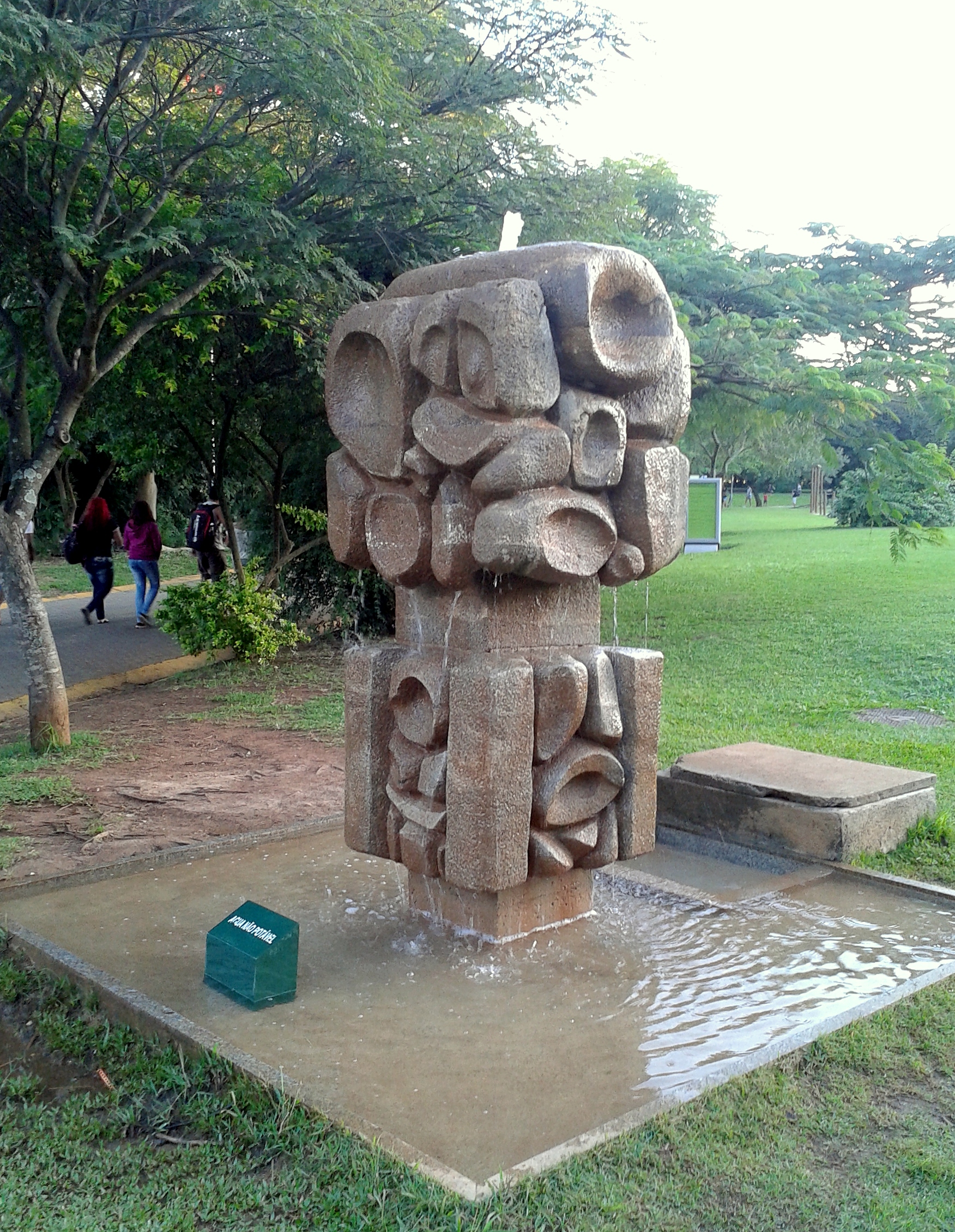

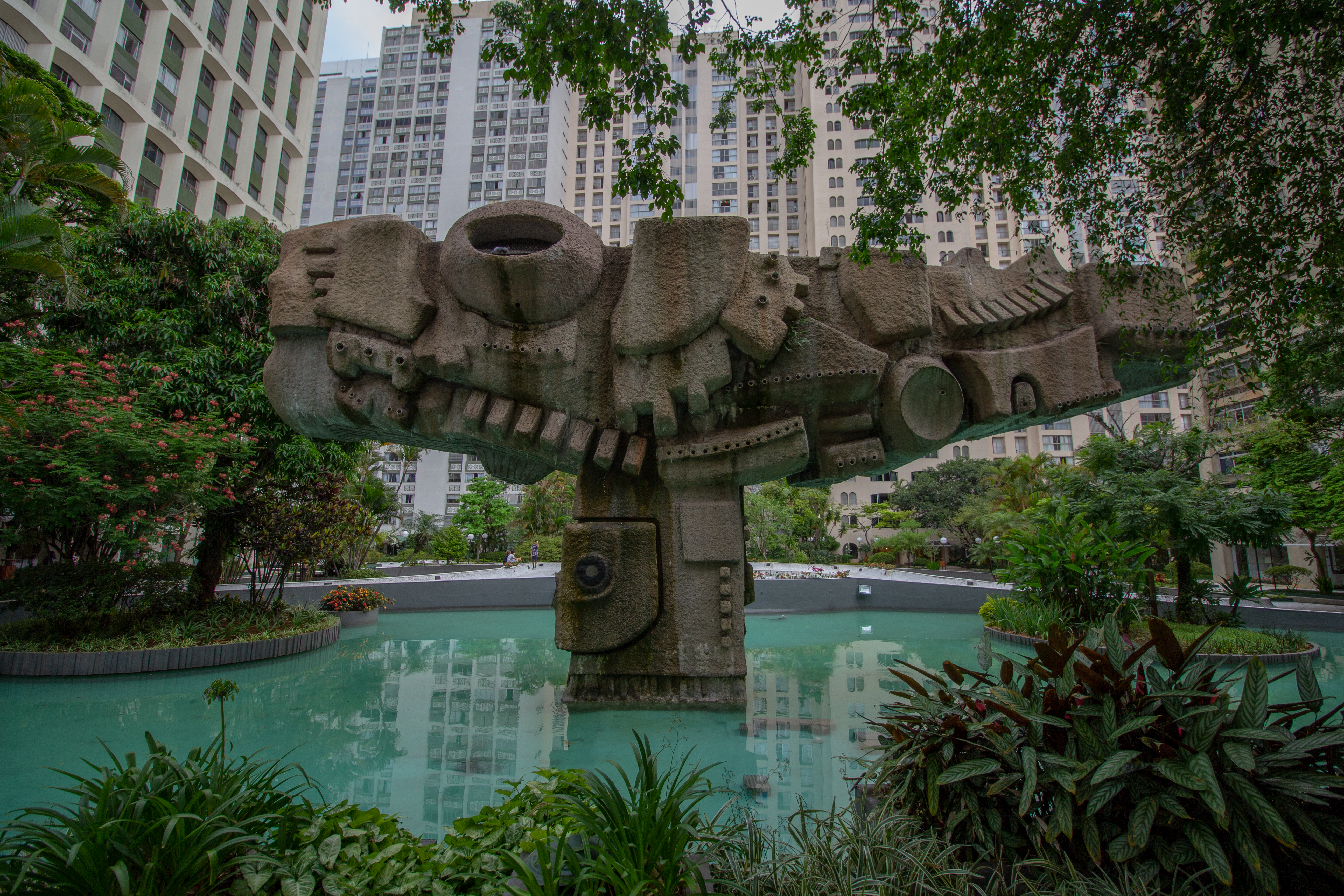

## Biografia

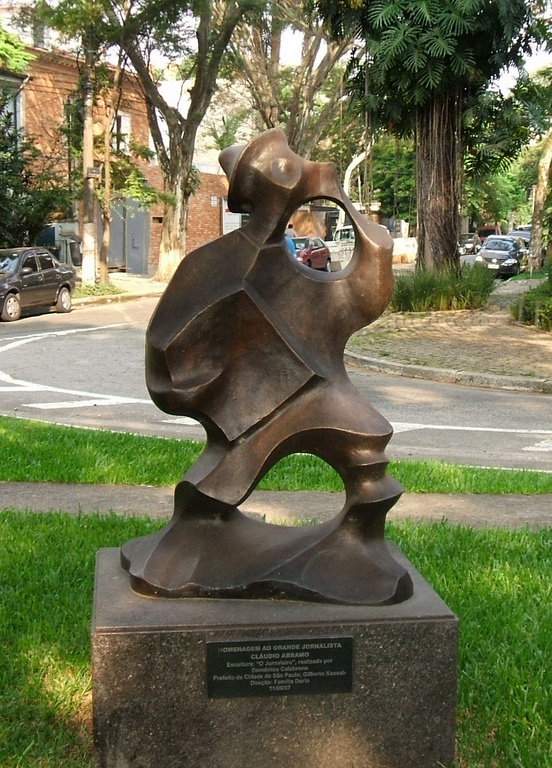
O Jornaleiro. Obra de Domenico Calabrone em São Paulo (1997)

Entre 1948 e 1951, estudou em Roma, no Liceu Clássico, onde se especializou em técnicas de fundição, mosaico e colagem. Mudou-se para o Brasil em 1954, passando a residir na capital paulista, onde realizou sua primeira mostra individual, na Galeria Art's Store, em 1956.
Em São Paulo, participou da I Exposição do Jovem Desenho Internacional e da II Bienal Internacional de São Paulo, em 1963, e em 1965, expôs no Museu de Arte Moderna (MAM) e no Museu de Arte Contemporânea da USP (MAC). Também expôs em mostras individuais no Museu de Arte Moderna do Rio de Janeiro em 1965 e 1966, e no Museu de Arte Moderna da Bahia, em 1966. Integrou duas edições do Panorama da Arte Brasileira do MAM paulistano, em 1975 e 1978.
Interessou-se pela arte fractal, passando a liderar o movimento no fim da década de 1980. Em 1986, foi contemplado com o Prêmio Internacional de Escultura Contemporânea, em Cassano allo Ionio. Em 1991, foi homenageado com uma sala especial durante o Salão Paulista de Belas Artes e, três anos depois, voltou a ser premiado na Itália pelo Prêmio Internacional de Escultura de Città di Pizzo. Em 1991, voltou a expor na Bienal Internacional de São Paulo. Em 1992, realizou sua última exposição individual, no Museu de Arte Moderna de Campinas.